# Rota 17 do estado de Nova York
Rota do estado de Nova York 17 ( Nova Iorque 17 ) é uma importante rodovia estadual que se estende por 397 mi (638.91 km) através das regiões Southern Tier e Downstate de Nova York nos Estados Unidos. Começa na divisa do estado da Pensilvânia em Mina e segue a Southern Tier Expressway a leste através de Corning até Binghamton e a Quickway de Binghamton a leste até Woodbury, onde vira para o sul para seguir a Orange Turnpike até a divisa do estado de Nova Jersey perto de Suffern, onde se conecta para a Rota 17 de Nova Jersey . Da fronteira com a Pensilvânia até a vila de Waverly e de Binghamton até Windsor, NY 17 é concorrente com a Interestadual. Eventualmente, toda a porção leste – oeste de NY 17 da fronteira da Pensilvânia para Woodbury se tornará a I-86 à medida que os projetos para atualizar a rota para os padrões da rodovia interestadual forem concluídos.
Com 397 mi (639 km), NY 17 é a rota estadual mais longa de Nova York e a segunda rodovia mais longa de qualquer tipo no estado, ao lado da Thruway . Atende 11 condados ( Chautauqua, Cattaraugus, Allegany, Steuben, Chemung, Tioga, Broome, Delaware, Sullivan, Orange e Rockland ), passa pelas cidades de Salamanca, Olean, Corning, Elmira e Binghamton, e entra nas proximidades de vários outros, incluindo Jamestown e Middletown . À medida que avança pelo estado, ele cruza muitas das rodovias interestaduais e americanas de Nova York, incluindo a US Route em Salamanca, I-99 e EUA 15 perto de Corning, I-81 em Binghamton e I-84 perto de Middletown. A parte de NY 17 nos arredores de Waverly está localizado na Pensilvânia; no entanto, é mantido pelo Departamento de Transporte do Estado de Nova York (NYSDOT). Uma parte muito pequena da rota é simultânea com a Thruway na área de Hillburn por menos de 0.5 mi (0.80 km) e, portanto, é mantido pela New York State Thruway Authority, mas, caso contrário, o NY 17 é mantido pelo NYSDOT.
A rota foi atribuída em 1924, estendendo-se de Westfield a Suffern por meio de rodovias de nível. Ele foi transferido para a Quickway e a Southern Tier Expressway quando seções de ambas foram concluídas entre os anos 1950 e 1980. Dois de NY 17's sufixed routes, NY<span 17M, siga porções substanciais de NY 17's pré-alinhamento da rodovia. Em 1998, toda NY 17 entre a divisa do estado da Pensilvânia e Harriman foi designado como "Futuro I-86". As 177 mi (285 km) da rota foi designada como I-86 um ano depois, e a designação foi gradualmente estendida para o leste como seções de NY 17 foram melhorados de acordo com os padrões da Rodovia Interestadual. Antes da designação I-86, NY 17 fazia parte de uma Rota 17 de 3 estados junto com a Rota 17 de Nova Jersey e a antiga Rota 17 da Pensilvânia (PA 17).

## Descrição da rota

### Pensilvânia para Elmira
Nova Iorque 17 começa no ponto onde a I-86 cruza a fronteira entre Nova York e Pensilvânia em Mina, no Condado de Chautauqua . A I-86 dirige-se para o oeste de lá para o seu terminal ocidental na I-90 . I-86 e NY 17 continue para o leste através do Southern Tier, encontrando NY (saída 4) uma curta distância da divisa do estado antes de conhecer NY76 (saída 6) ao sul de Sherman . Leste da saída 8 ( Nova Iorque394 ), I-86 e NY A linha 17 cruza o lago Chautauqua e segue a margem do lago para o leste até Jamestown, onde se conecta a NY60 na saída 12 ao norte da cidade. A leste da cidade, a via expressa encontra os EUA62 na saída 14 e é acompanhada pela antiga linha Erie Railroad, que segue paralela à via expressa ao atravessar o sul de Nova York .

Marcador de rota usado ao longo da Southern Tier Expressway

Entre saídas 17 e 18 ( Nova Iorque280 ), I-86 e NY 17 cruzam o reservatório de Allegheny perto de sua extensão mais ao norte. Depois de NY 280, a rodovia corre ao lado da extensão norte do Allegany State Park e segue o reservatório e a conexão do rio Allegheny para o leste até Salamanca . Perto do centro de Salamanca, I-86 e NY 17 conheça os EUA219 (saída 21). NÓS 219 junta-se à via expressa leste para sair 23 perto de Carrollton, onde se separa da I-86 e NY 17 e segue em direção a Bradford, Pensilvânia, formando a borda leste do parque estadual enquanto segue para o sul. Enquanto isso, a via expressa continua para o leste até Olean, onde se encontra com NY417 (um alinhamento anterior de NY 17) na saída 24 a oeste da cidade e NY16 (saída 27) ao norte da área  .
Depois de Olean, a rota segue para o norte, saindo da Pensilvânia em direção a Hornell, onde a I-86 e NY 17 cruzam NY36 (saída 34). A leste em Avoca, a Southern Tier Expressway encontra a I-390 na saída 36. I-86 e NY 17 a sudeste do cruzamento, passando por Bath em seu caminho, um trevo com a I-99 e a US15 em Painted Post (saída 44). Aqui, I-99 e EUA 15 começam e seguem para o sul em direção à Pensilvânia, enquanto a I-86 e NY 17 continue para o leste através de Corning até a cidade de Elmira.

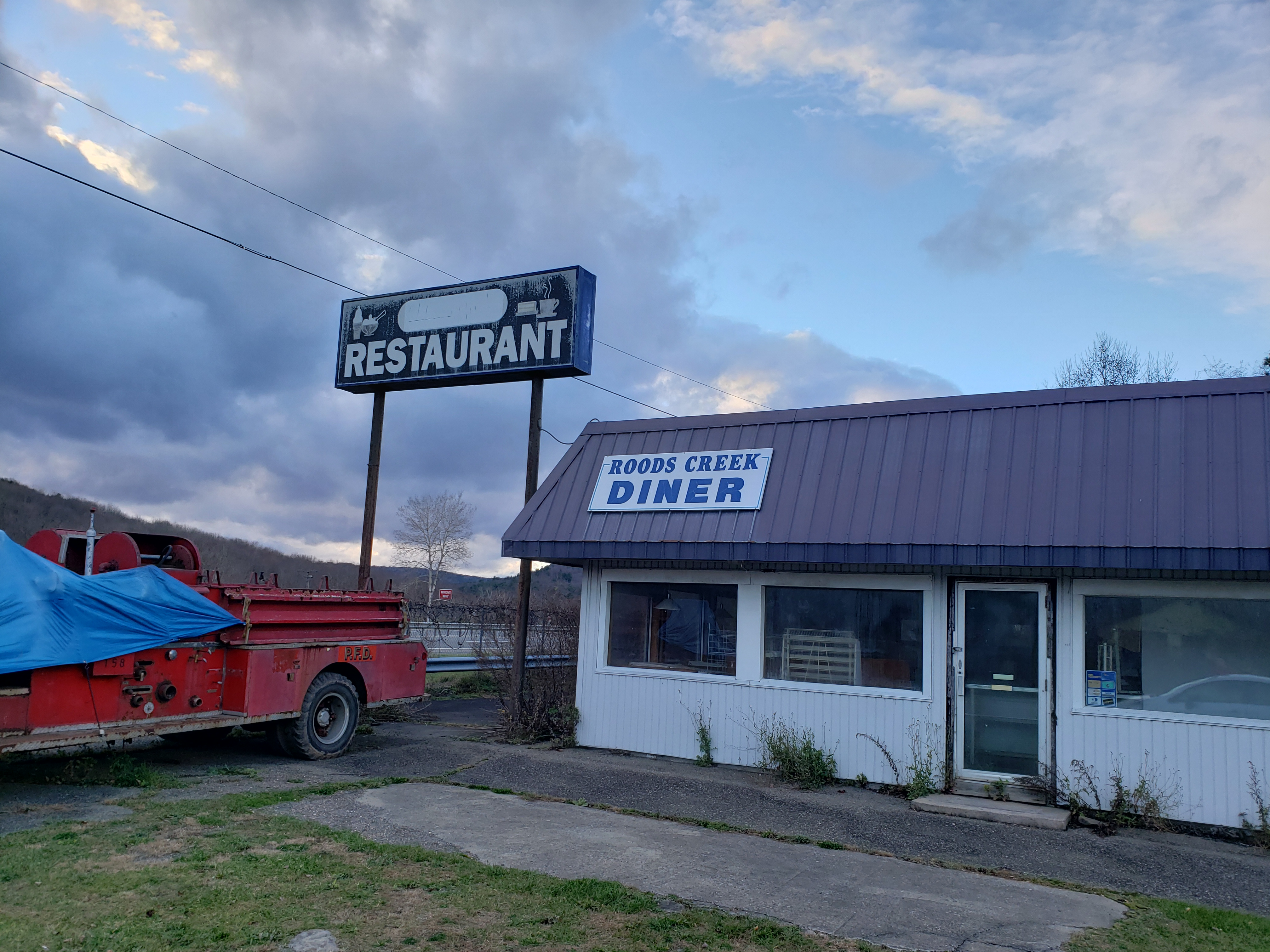
Ex-Roods Creek Diner em Hale Eddy

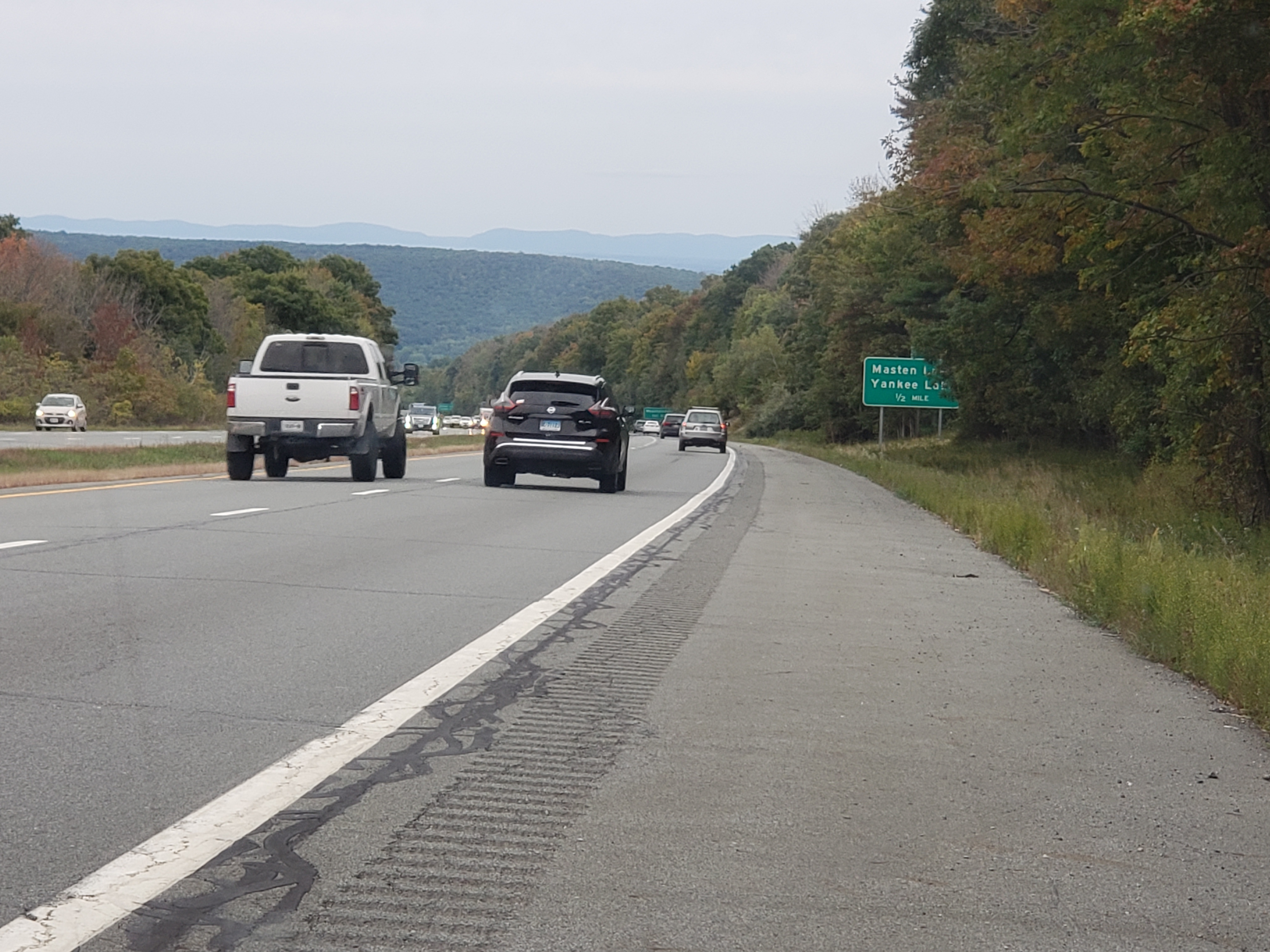
NY 17 em Wurtsboro, olhando através do rio Hudson

### Elmira para Harriman

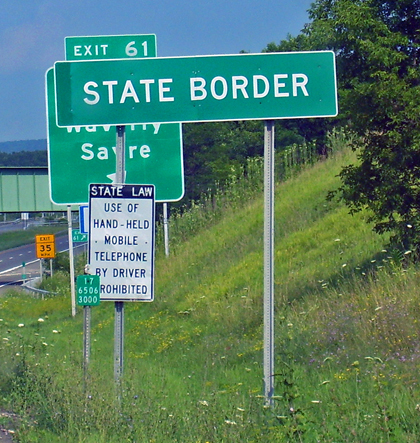
Assine ao longo da direção leste de NY 17 marcando o retorno a Nova York após sua breve incursão na Pensilvânia

De Elmira a Binghamton, NY 17, a Erie Railroad (agora operada pela Norfolk Southern como Southern Tier Line ), e seus antigos alinhamentos geralmente permanecem próximos. Eles seguem o rio Chemung para sair 60 ( EUA220 em South Waverly, Pensilvânia ) e o rio Susquehanna a leste da saída 61 ( Waverly, Nova York ) para Binghamton; na última seção, ambos NY17C e NY434 são velhos NY 17. Entre os dois rios, que se cruzam na Pensilvânia, o corredor geral corre ao norte da divisa do estado em Nova York. No entanto, NY 17 em si atravessa a Pensilvânia por aproximadamente 1 milha (1,6 km) entre um ponto a oeste da saída 60 e um ponto a oeste da saída 61; adicionalmente, todas as rampas na saída 60 e partes das rampas leste nas saídas 59A e 61 estão na Pensilvânia. Apesar de estar na Pensilvânia, ainda é assinada como NY-17, e essas estradas ainda são mantidas pelo Departamento de Transportes do Estado de Nova York . Na linha Tioga County, perto de Waverly, a I-86 termina temporariamente como NY 17 continua para o leste em direção a Binghamton .
Perto do centro de Binghamton, NY 17 contorna a encosta da Prospect Mountain no que é conhecido localmente como "Curva Kamikaze ". Indo para o leste, a rodovia faz uma curva acentuada para a esquerda ao redor da encosta, divide-se em rampas para a I-81 norte e sul e faz uma curva para a direita para se fundir na I-81 sul ao passar pelo rio Chenango . A partir desse ponto leste e sudeste cerca de 5 milhas (8 km), I-81 e NY 17 executados simultaneamente . Nova Iorque 17 se divide da I-81, da Erie Railroad e do rio Susquehanna a leste em Stilson Hollow ; desta divisão (saída 75) até o fim, a maior parte de NY 17 não segue a Erie Railroad, que cruza a Pensilvânia várias vezes.

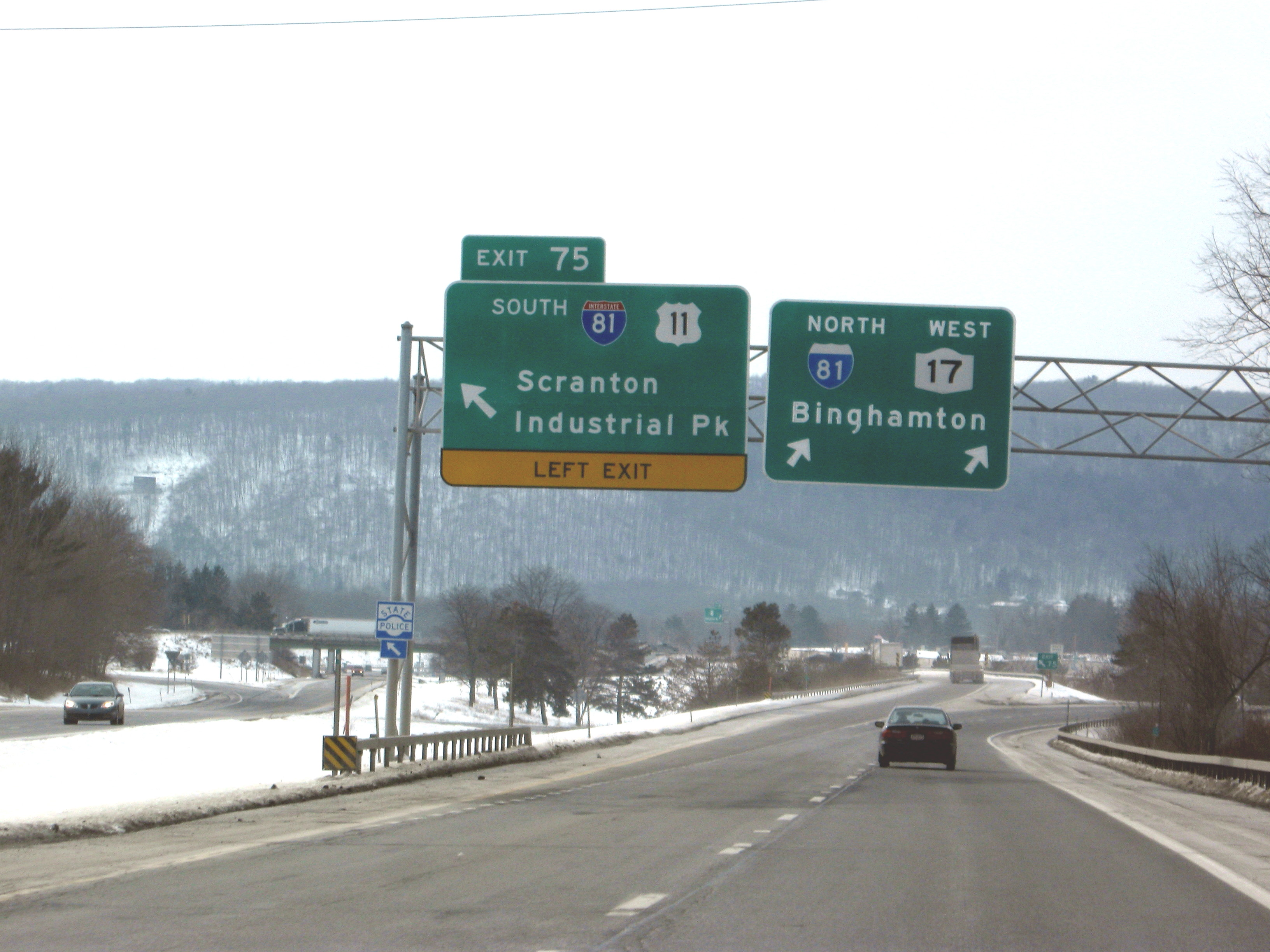
Nova Iorque 17 fusão com I-81 por 5 milhas antes de se separar em Binghamton

No final de Stilson Hollow, NY 17 dirige-se para um cume e para o vale formado pelo riacho Occanum . O riacho deságua no rio Susquehanna em Windsor (saída 79), que NY 17 segue para sudeste até Damasco (saída 80) antes de virar para nordeste ao longo do Tuscarora Creek . Ele logo vira para leste e sudeste ao longo de um cume, reunindo-se à ferrovia Erie ao norte do cume do Golfo . A rodovia e a ferrovia seguem para o leste ao longo de Oquaga Creek até Deposit (saída 84), onde viram para sudeste ao longo do rio West Branch Delaware . Uma lacuna na rodovia se estende daqui até um pouco antes de Hancock (saída 87), o local onde o West Branch se junta ao East Branch Delaware River . A Erie Railroad continua a sudeste ao longo do Rio Delaware combinado, enquanto NY 17 vira para o leste ao longo do vale formado pelo East Branch, seguindo de perto ou construído diretamente sobre a abandonada New York, Ontario and Western Railway para Liberty  .

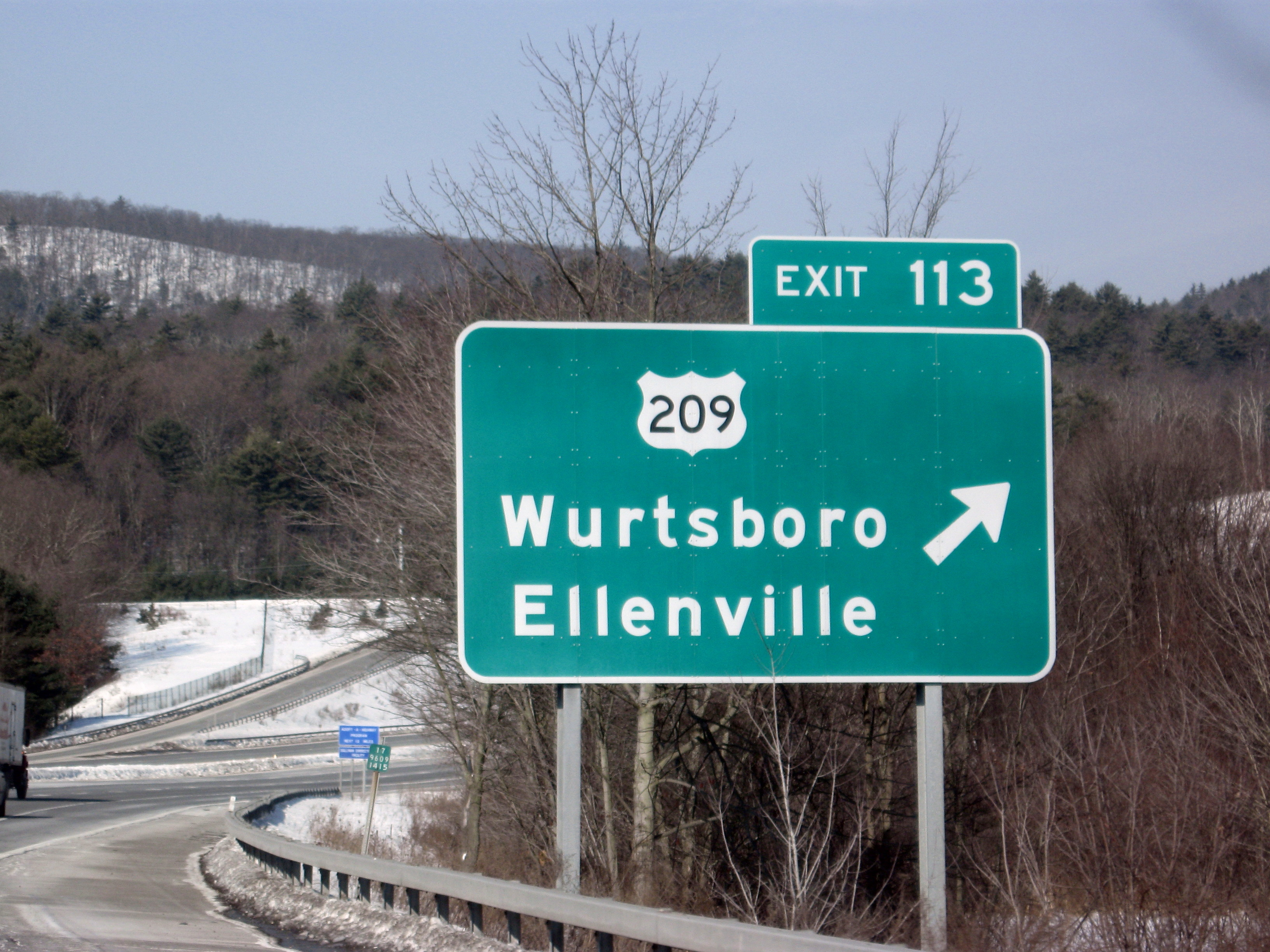
Saída 113 em NY 17, em Wurtsboro

Na Filial Leste (saída 90), o East Branch Delaware River vira para o norte e NY 17 continua para o leste com o Beaver Kill para Roscoe (saída 94), Willowemoc Creek para Livingston Manor (saída 96), e Little Beaver Kill to Parksville (saída 98). A rodovia e o paralelo NYO&W passam para o sul ao longo de um cume para Liberty (saídas 99–100) e continue ao longo do Middle Mongaup River até Ferndale (saída 101). O NYO&W virou para leste ali, mas NY 17 continua para o sul sobre um cume e nos vales de Spring Brook e East Mongaup River, passando por Harris (saída 102). Nova Iorque 17, em seguida, corta o sudeste cross-country para Monticello (saída 104; passando pela Monticello Raceway ) e além, seguindo a antiga Newburgh and Cochecton Turnpike (antiga NY 17) para Bloomingburg (saída 116). A velha Middletown e Wurtsboro Turnpike, também velha NY 17, e parcialmente NY17M, segue para o sul até Middletown, que NY 17 corta cross-country para desviar para o leste, voltando para NY 17M – e a linha principal da Ferrovia Erie – em Goshen (saída 123). Nova Iorque 17, seu antigo antigo alinhamento (NY 17M) e o Erie corre geralmente leste-sudeste, parcialmente cross-country e parcialmente através de pequenos vales de riachos, até o final da rodovia, a mudança de direção em NY 17 de leste – oeste para norte – sul, e a junção do Erie com sua ramificação para Newburgh .

### Harriman para Nova Jersey

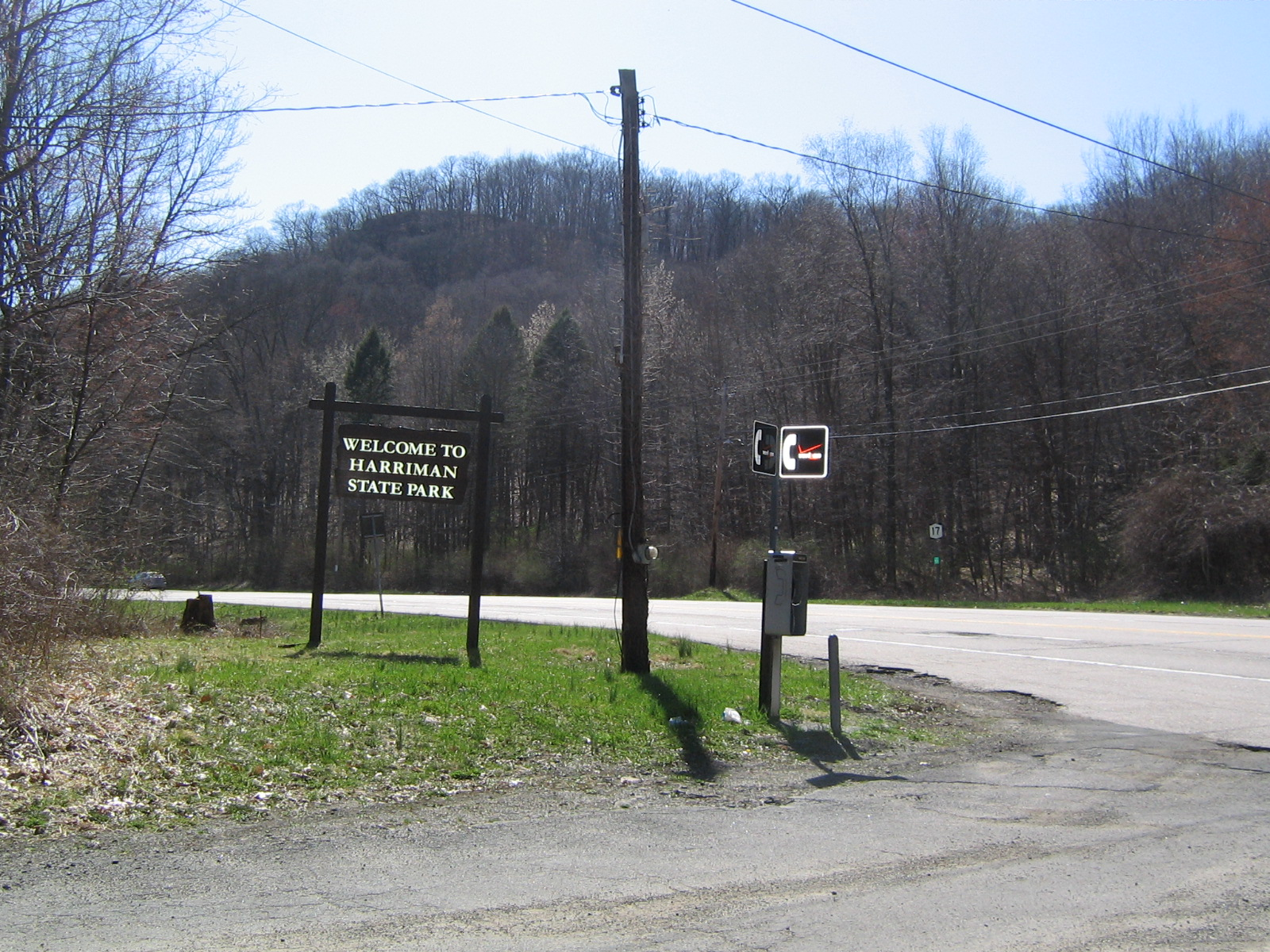
Nova Iorque 17 de Arden Valley Road

Nova Iorque 17 segue para o sudoeste da Quickway como uma estrada de nível, passando pela vila de Woodbury antes de entrar na vila de Harriman, onde se cruza com o terminal leste de NY 17M. À medida que a rota segue para o sul a partir desta junção, sua sinalização muda de leste ou oeste para norte ou sul. A rota é paralela à Thruway enquanto segue por uma parte desconexa do Harriman State Park e entra na cidade de Tuxedo . Enquanto dentro do parque, NY 17 cruza a Arden Valley Road, uma rodovia que se conecta à Seven Lakes Drive bem no interior do parque. Ao sul da Arden Valley Road, NY 17 sai brevemente do Harriman State Park e entra no vilarejo de Southfields, onde se cruza com a County Route19 (CR 19) e passa pelo Red Apple Rest, um antigo restaurante e atração à beira da estrada.

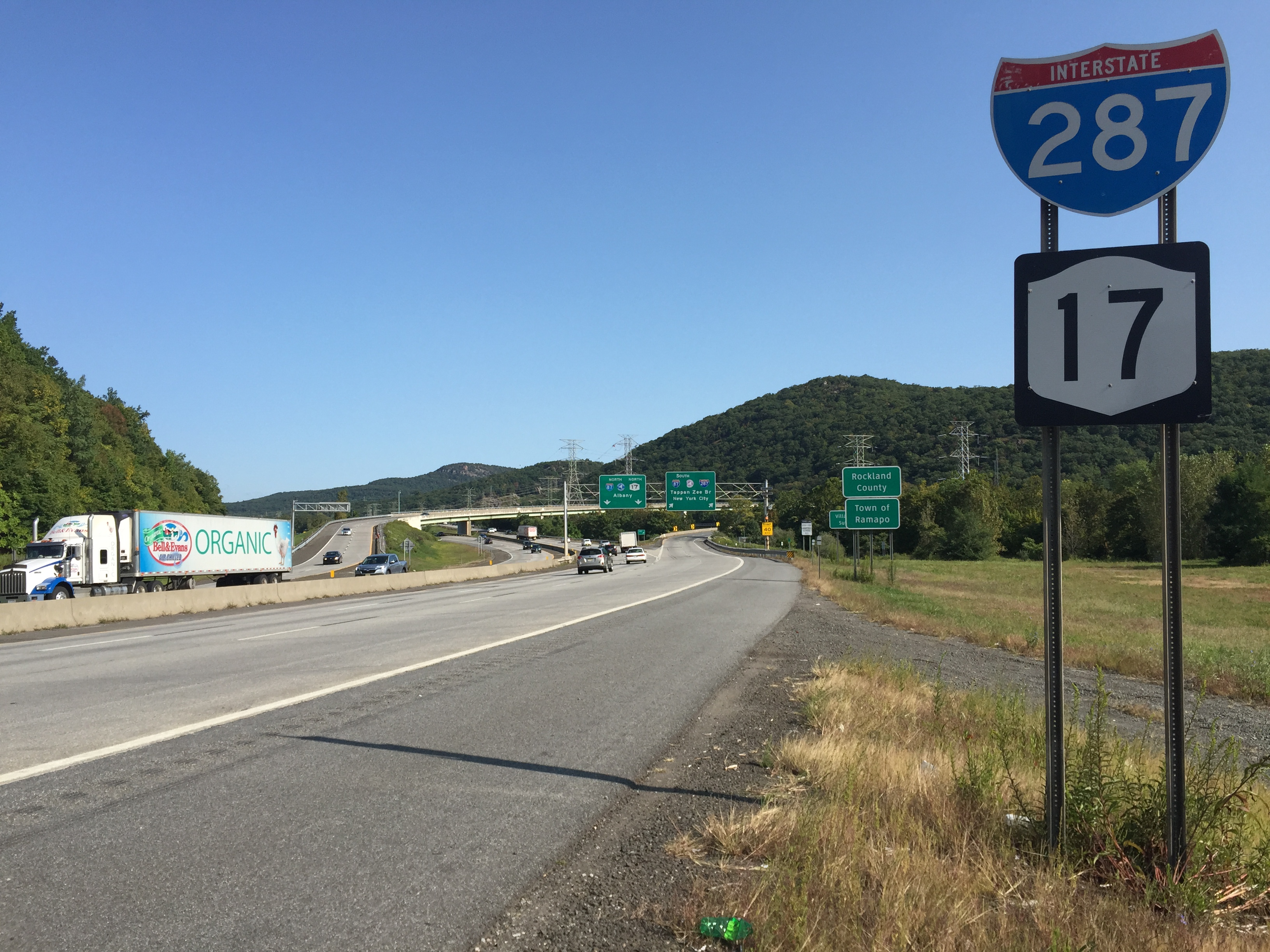
Veja o norte ao longo da NY 17 e I-287 ao entrar em Nova York a partir de Nova Jersey

Depois do vilarejo, a rota volta para o parque e cruza com NY106 perto da fronteira oeste do parque. Sul da junção, NY 17 deixa o parque e segue por uma área pouco povoada até o Village of Tuxedo Park . Na estação de trem Tuxedo Park, há acesso a algumas trilhas para caminhadas no Harriman State Park. A rota continua paralelamente à Thruway até o condado de Rockland . Do outro lado da linha do condado, NY 17 entra na vila de Sloatsburg, onde encontra a Seven Lakes Drive e se conecta à CR72 por meio de um intercâmbio de trompete modificado.
Fora de Sloatsburg, NY 17 segue seu caminho para o sudeste ao longo do rio Ramapo e do Thruway através da cidade de Ramapo até o vilarejo de mesmo nome, localizado ao norte de NY Junção da 17 com NY59 . Aqui, NY 17 voltas para o sudoeste, encontrando a autoestrada na saída 15A antes de atravessar uma área pouco desenvolvida da vila de Hillburn . Cerca de 0.75 mi (1.21 km) ao sul de Thruway, NY 17 curvas para o leste, passando ao sul do centro da vila ao se aproximar da I-287 . Em Suffern Road, NY 17 torna-se sul apenas quando se funde com a I-287 e prossegue para a divisa do estado de Nova Jersey, onde se conecta à Rota de Nova Jersey17 .

## História

### Origens

#### antes do automóvel

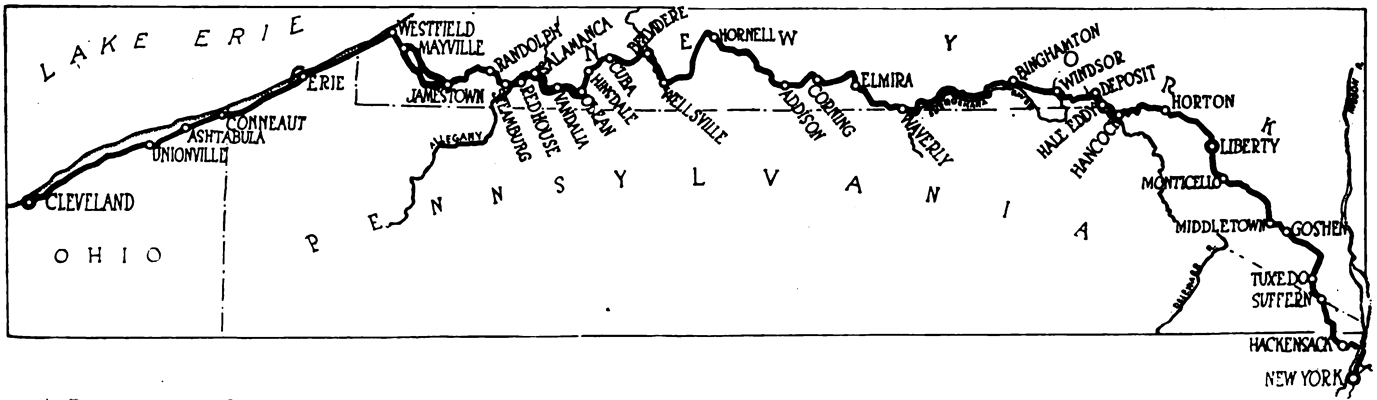
Mapa da Estrada da Liberdade

De Binghamton a Corning, NY 17 segue o curso da Great Bend and Bath Turnpike, que foi legislado em 1808 para continuar a Cochecton and Great Bend Turnpike (EUA 11) através do Vale Susquehanna. A estrada ia da divisa do estado da Pensilvânia em Great Bend através de Binghamton, Owego e Elmira até Bath. Em sua época, era uma importante rota de viagem pelo vale de Susquehanna. Hoje, a estrada é designada US 11 da Pensilvânia para Binghamton, então NY 17C para Waverly, NY 352 em Corning e NY 415 para Bath. As seções em nível de NY 17 em Orange County siga a Orange Turnpike ao sul de Southfields e a New Windsor and Cornwall Turnpike ao norte.

#### Rodovia da Liberdade e Rota Legislativa 4
A rota original de NY 17, de Westfield a Harriman, foi amplamente designada em 1908 pelo Legislativo do Estado de Nova York como Rota 4, uma via legislativa não assinada. Essa rota foi incorporada em 1918 como a parte principal de uma trilha de automóveis chamada Liberty Highway, que ligava a cidade de Nova York a Cleveland via Hackensack, Liberty, Southern Tier e Erie .
Rota Legislativa 4 começou na Rota legislativa 18 (atual EUA20 ) em Westfield e seguiu para o sudeste através de Mayville até Jamestown no que hoje é NY394 e NY430 . A partir daí, a rota seguiu geralmente para o leste até Salamanca sobre a moderna NY. 394, NY242 e NY353, e sudeste para Olean via NY417 . Em Olean, a rota mudou para o norte, passando por Hinsdale, Friendship e Belvidere na atual NY16, NY446 e CR do Condado de Allegany20 antes de retornar para o sul no que é agora NY19 para acessar a vila de Wellsville .

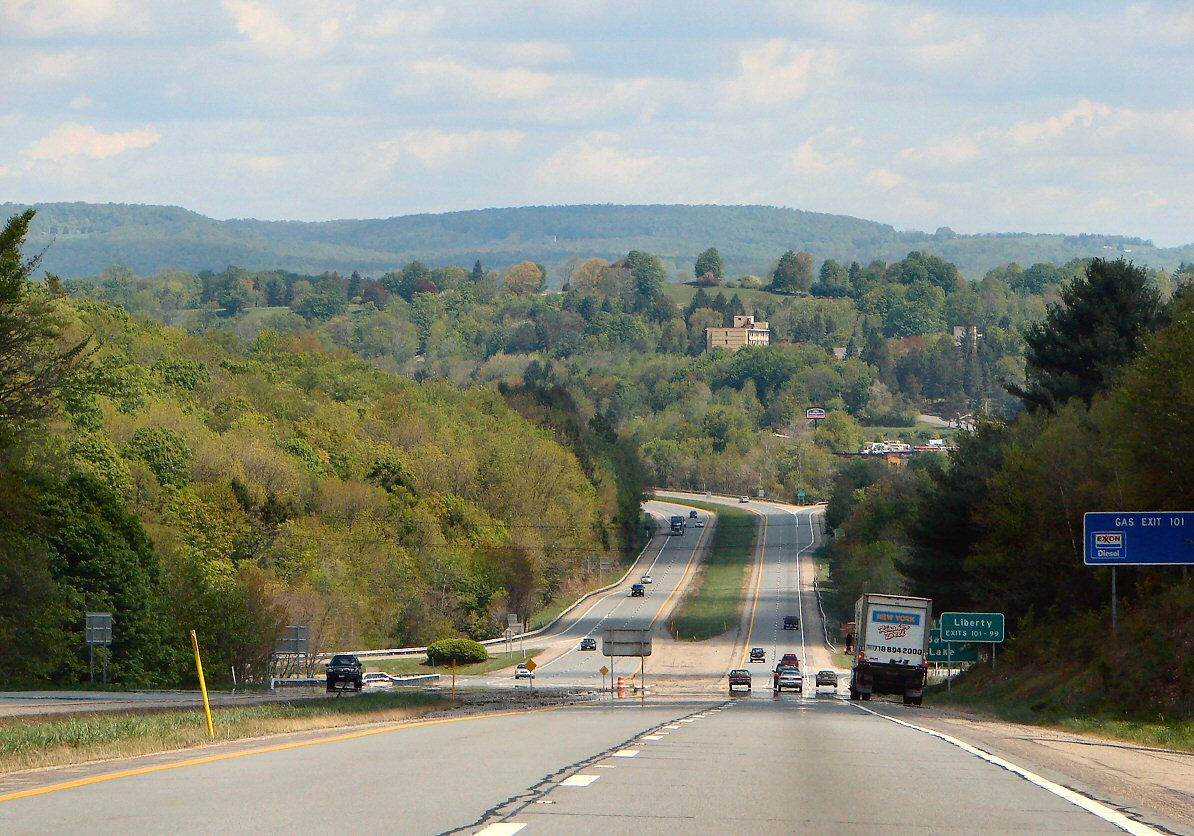
Nova Iorque 17 em Liberty, Nova York

De Wellsville a Andover e de Jasper a Corning, Rota 4 seguiu NY moderna 417. Entre Andover e Jasper, no entanto, a Rota 4 desviou para o norte na atual NY21 e NY36 para servir Hornell . Leste de Corning, o alinhamento da Rota legislativa 4 corria ao longo de Great Bend e Bath Turnpike, e se assemelhava mais aos alinhamentos modernos da Southern Tier Expressway e da Quickway. Rota 4 saiu de Corning no que é agora NY352 e seguiu para Big Flats, onde partiu de NY 352 e prosseguiu para Horseheads em Chemung CR 64 e para Elmira no que é agora Lake Road, Madison Avenue e no extremo leste de NY352 . Entre Elmira e Binghamton, Rota 4 seguiu estradas locais que foram contornadas ou atualizadas para a Southern Tier Expressway, ou seja, a moderna NY 17 e Chemung e Tioga CR 60 de Elmira para Waverly, NY17C entre Waverly e Owego, NY434 de Owego para Vestal e NY 17C e Riverside Drive (via NY26 ) de Vestal a Binghamton.
Rota 4 saiu da cidade nos EUA11 e seguiu até Kirkwood Center, um vilarejo adjacente ao entroncamento leste de NY 17 e I-81 . Deste ponto para Harriman, exceto por uma seção perto de Middletown, o caminho Rota 4 seguido tornou-se a base para o Quickway várias décadas depois. Entre Kirkwood Center e Hancock, Rota 4 utilizou o que foi posteriormente atualizado para o Quickway (via Broome CR 28 de Windsor a Deposit ). A leste daqui, usava estradas paralelas: a moderna "Velha Rota 17" (Delaware CR 17 e Sullivan CRs 179A a 174) de Depósito para Monticello, Sullivan CRs 173 a 171 entre Monticello e Bloomingburg, e Orange CR 76 e NY17M de Bloomingburg para Harriman. Em Harriman, Rota 4 rompeu com a Liberty Highway e seguiu para o nordeste sobre a corrente dos EUA6 e NY293 para Highland Falls, onde terminava na rota legislativa 3 ( EUA modernos9W ). A parte da Liberty Highway entre Suffern e Harriman tornou-se parte da Rota legislativa 39-b em 1911; no entanto, esta designação foi removida em 1º de março de 1921. Outra trilha de automóveis, a West Shore Route, também seguiu esta seção da Liberty Highway, mas seguiu para o norte de Harimman ao longo da moderna NY 32.

### Designação e mudanças iniciais

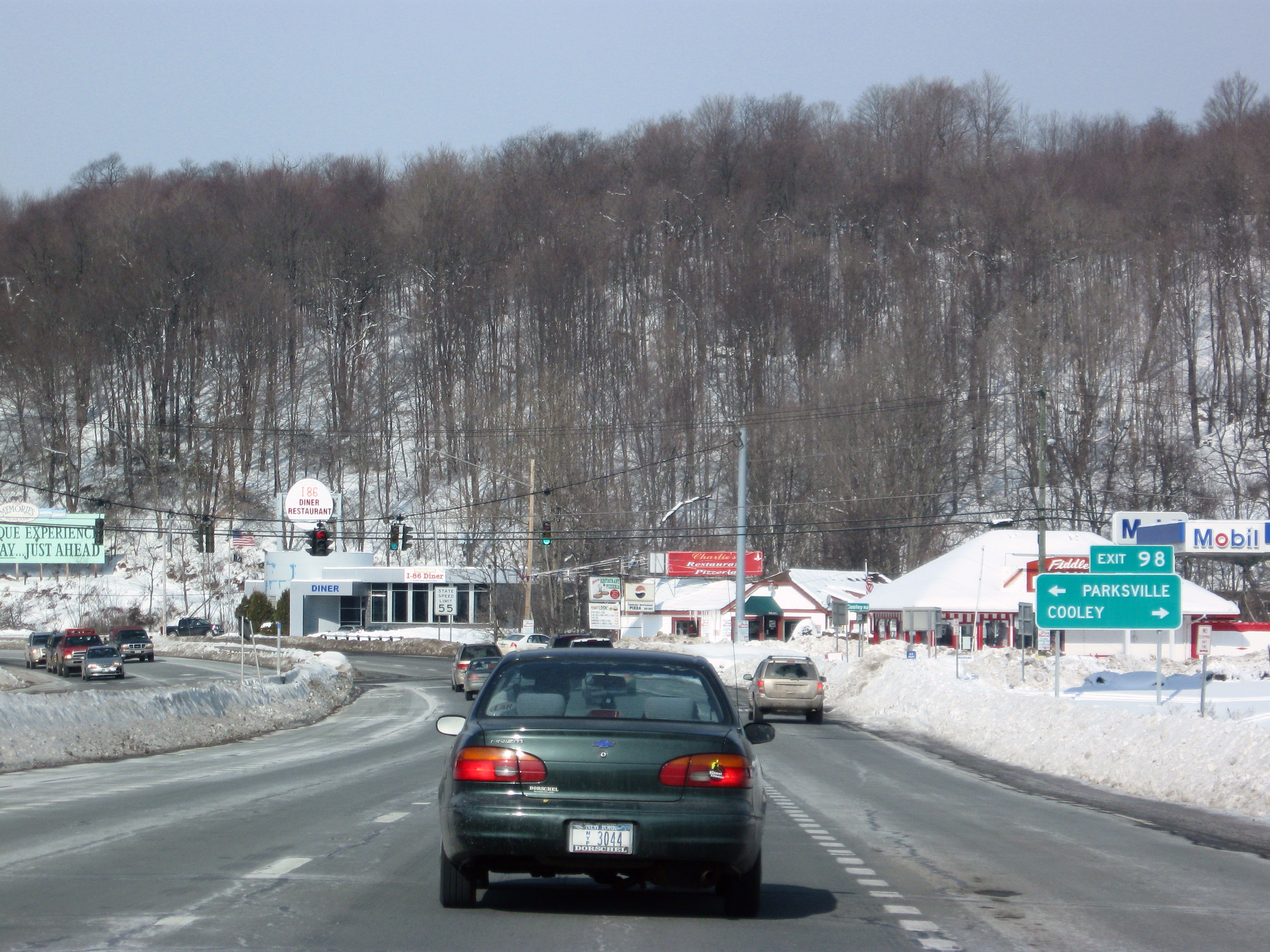
A "saída" original 98", um cruzamento sinalizado em Parksville. Cerca de 3 mi desvio em torno da aldeia inaugurado em 2011 para substituir o entroncamento.

Quando Nova York assinou pela primeira vez suas rodovias estaduais com números de rota em 1924, grande parte da rota legislativa 4 foi designado como NY 17. De Randolph para Salamanca, NY 17 seguiu a rota mais ao sul da Liberty Highway em vez da rota da Rota 4, contornando Little Valley ao sul em favor de uma conexão direta entre Randolph e Salamanca (atual NY 394 e NY951T ). Em Vestal, NY 17 foi encaminhado ao longo da margem sul do rio Susquehanna, contornando Endicott e Johnson City no que hoje é NY 434 e Broome CR 44. Por último, NY 17 rompeu com o caminho da Rota legislativa 4 em Harriman e seguiu a antiga Rota 39-b ao sul até a divisa do estado de Nova Jersey em Suffern. Como originalmente definido, NY 17 foi 434 mi (698 km) de comprimento. Na renumeração de 1930 das rodovias estaduais em Nova York, NY 17 basicamente permaneceram intactos. As únicas mudanças feitas neste momento foram o endireitamento do segmento Olean-Wellsville (agora via Ceres ) e o segmento Andover-Jasper (agora via Greenwood ).
Nova Iorque 17 inicialmente chegou a New Jersey pela Suffern's Orange Avenue (agora US202 ) e conectado à Rota de Nova Jersey2 na linha de estado. Em 1932, uma rota alternativa de NY 17 entre a divisa do estado de Nova Jersey em Hillburn e a aldeia de Ramapo, na margem oeste do rio Ramapo, foi designado como NY339 . A rota seguiu em grande parte o caminho da moderna I-287 e da New York State Thruway entre os dois locais. Inicialmente, tornou-se uma estrada local ao cruzar para Nova Jersey; no entanto, Rota 2 foi realinhado c. 1933 para se conectar a NY 339 em vez de NY 17. Em meados da década de 1930, os alinhamentos de NY 17 e NY 339 ao sul de Ramapo foram invertidos, colocando NY 17 na rota oeste. Em 1938, NY 17 foi realocado em uma nova rodovia através dos limites da vila de Hillburn. Enquanto a metade sul da nova estrada utilizava a antiga rodovia, a metade norte desviava para o oeste de Hillburn e da velha NY. 17, contornando a aldeia antes de voltar à antiga estrada ao sul de Ramapo.

### Conversão para via expressa
O crescimento explosivo da indústria do turismo na região das Montanhas Catskill, que começou na década de 1930 e se intensificou após a Segunda Guerra Mundial, estendeu a estrada rural até seus limites. Dezenas de hotéis, resorts e colônias de bangalôs atraíram centenas de milhares de nova-iorquinos em férias, cujos carros deixaram a pista dupla de Nova York. 17 irremediavelmente preso no verão. Muitas cidades, especialmente a relativamente grande cidade de Middletown, ficavam paralisadas nas noites de sexta-feira e nas tardes de domingo no verão, enquanto o tráfego passava pelos centros urbanos locais e seus semáforos. Além disso, as curvas fechadas e as inclinações íngremes ao longo da rota levaram a vários acidentes fatais, incluindo dois acidentes com caminhões-tanque de leite em meados da década de 1950. Em resposta, as autoridades do estado de Nova York planejaram uma substituição de quatro pistas, a primeira via expressa gratuita de longa distância no estado e uma das primeiras nos Estados Unidos. Ele substituiria interseções por rampas de acesso bem espaçadas, rampas separadas por viadutos e permitiria viagens seguras a até 65 mph (105 km/h) .

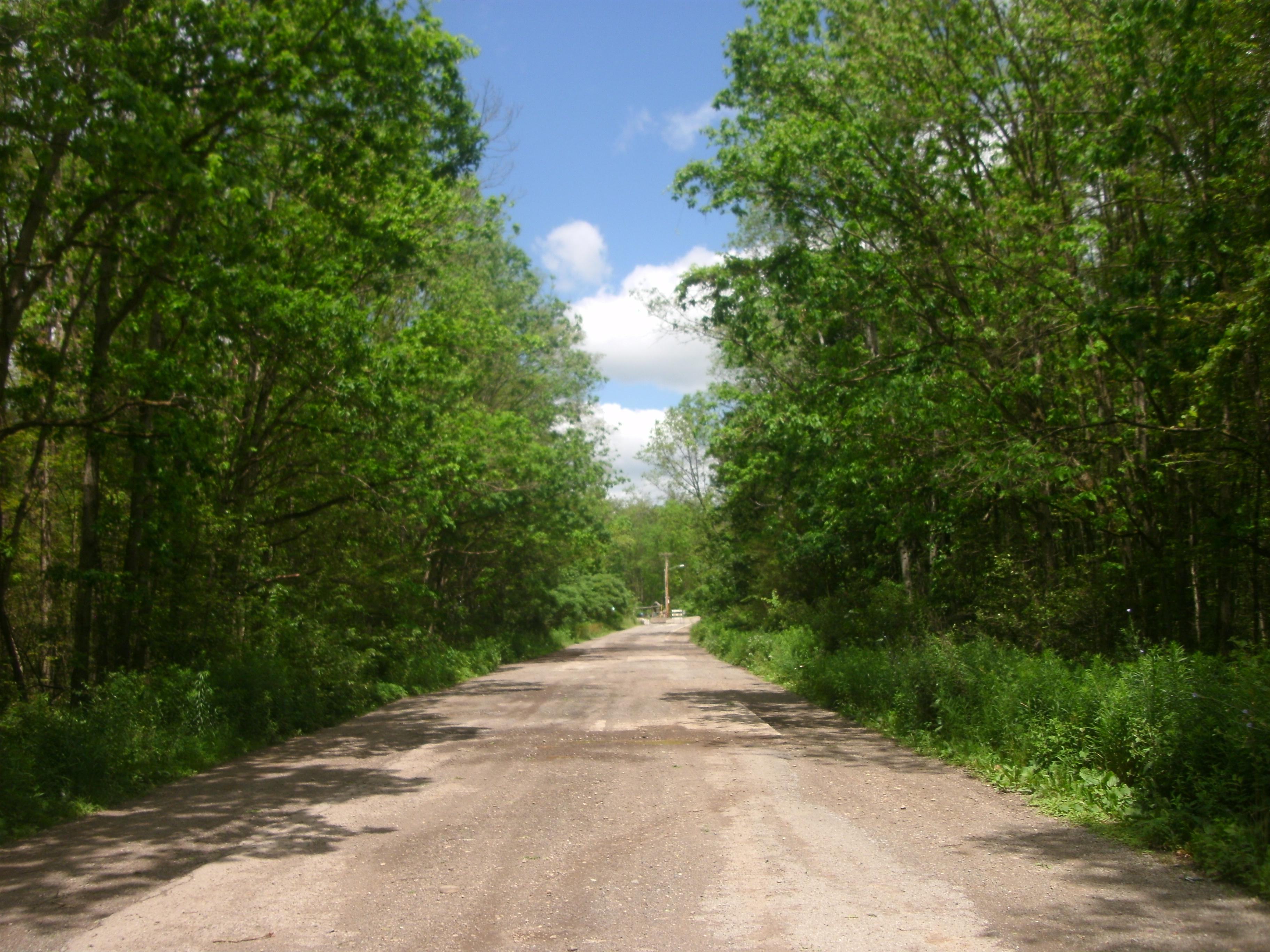
Nova Iorque Ex-alinhamento da 17 na cidade de Red House, abandonado e proibido de transitar

O primeiro segmento da nova rodovia se estendia de Fair Oaks a Goshen, contornando a cidade de Middletown ao nordeste. Abriu ao tráfego em julho de 1951 como um realinhamento de NY 17. À medida que mais seções da rodovia - conhecida como Quickway - foram abertas durante as décadas de 1950 e 1960, NY 17 foi movido para eles. O Quickway foi concluído em 1968, conectando Binghamton a Harriman por meio de uma rodovia contínua de acesso limitado. Mais a oeste, também estavam em andamento planos para construir uma via expressa no Southern Tier. A rodovia foi proposta pela primeira vez pelo governador de Nova York, Thomas Dewey, em 1953, e as primeiras seções da Southern Tier Expressway foram concluídas em meados da década de 1960. Na época, NY 17 seguiu a totalidade de duas das quatro seções abertas ( Steamburg para Salamanca e Owego para a linha do condado de Broome ) e parte de uma terceira (Corning para Lowman via Elmira).

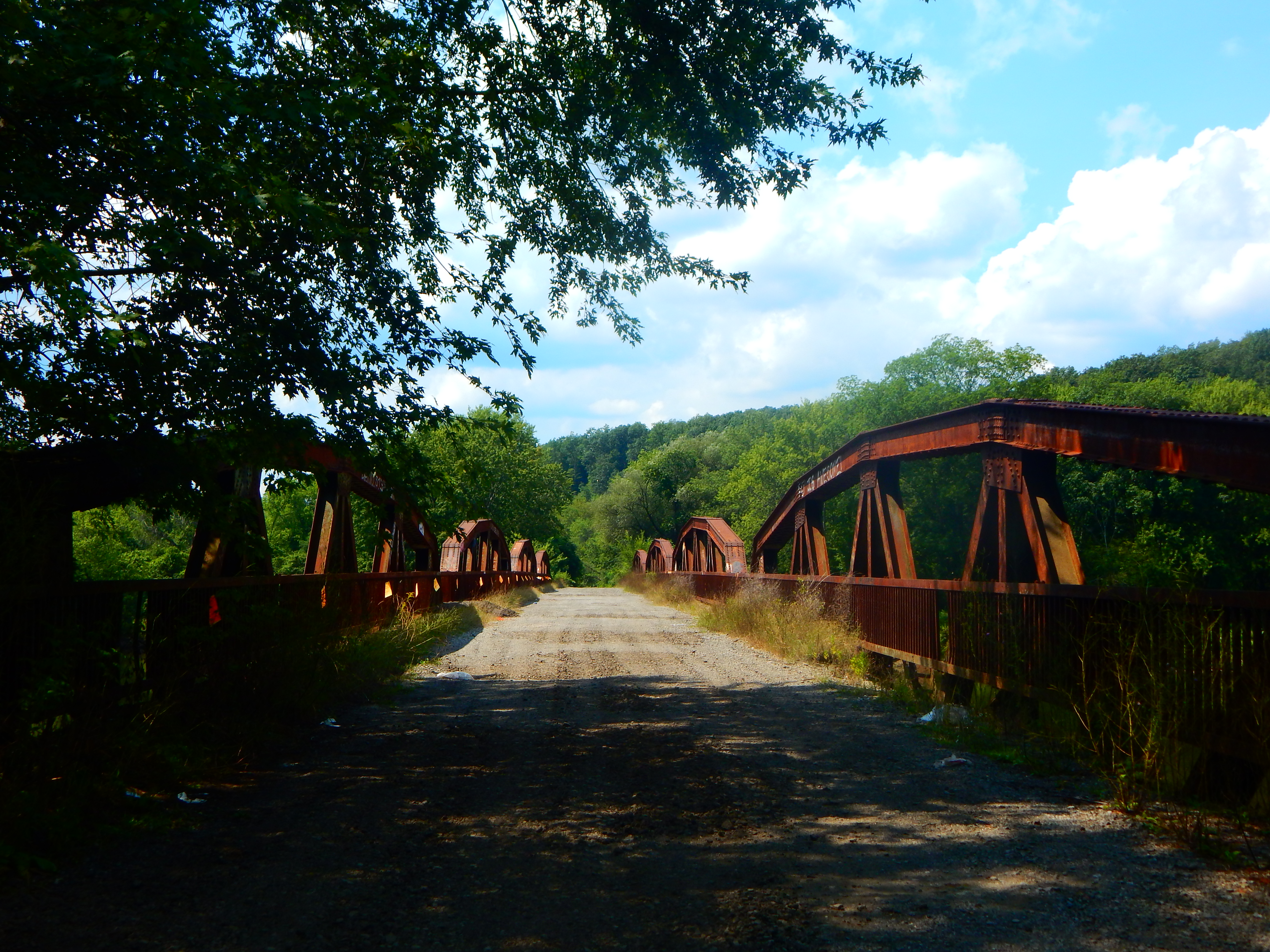
A ponte sobre o rio Allegheny em Red House, que será substituída

À medida que trechos mais contínuos da via expressa foram abertos durante a década de 1970, NY 17 foi realinhado para eles, com grande parte de NY O antigo alinhamento de 17 se tornando NY 394, NY 417, ou NY 17C. Em 1980, a via expressa estava completa de Bemus Point a Binghamton, exceto em duas áreas perto de Salamanca e Corning. Embora NY 17 continuou a se estender para noroeste ao longo de seu alinhamento original de Bemus Point a Westfield, ambas as rodovias também foram designadas como partes de NY 430 e NY 394 em antecipação à conclusão da Southern Tier Expressway a oeste do Lago Chautauqua, que NY 17 seria redirecionado para seguir. Este segmento foi construído em etapas durante a década de 1980 como uma super rodovia; foi ampliado para quatro pistas em 1997. As partes da rodovia dentro e ao redor de Salamanca e Corning foram concluídas no final dos anos 1980 e meados dos anos 1990, completando a conversão de NY 17 em uma rodovia contínua, principalmente de acesso limitado, da divisa do estado da Pensilvânia até Harriman.

Em 3 de dezembro de 1999, as 177 mi (284.85 km) de NY 17 foram designadas como parte da I-86, uma nova rota que havia sido transformada em lei um ano antes. Conforme legislado, a I-86 eventualmente se estenderá para o leste ao longo da extensão da Southern Tier Expressway e da Quickway para a New York State Thruway em Harriman, uma vez que ambas as rodovias estejam de acordo com os padrões da Interstate Highway . A I-86 foi estendida para o leste até Horseheads em 2004 e Elmira em 2008; adicionalmente, um 10 mi (16 km) trecho de NY 17 no condado central de Broome foi designado como I-86 em 2006. Em setembro de 2013, a Federal Highway Administration (FHWA) aprovou uma 15.8 mi (25.4 km) extensão da designação I-86 da saída 56 em Elmira até a divisa do condado de Tioga. O restante de NY A rodovia nº 17 a oeste da I-87 será designada como I-86 depois que as seções remanescentes em nível forem eliminadas e a rodovia for trazida de acordo com os padrões da rodovia interestadual.

### Outros desenvolvimentos
A New York State Thruway Authority converteu a Harriman Toll Barrier no trevo de NY 17 e I-87 (saída 16 na I-87) para pedágio sem dinheiro. Isso incluiu a criação de uma instalação de geração de energia solar fotovoltaica (parque solar) para ajudar a abastecer as instalações de pedágio e manutenção em Harriman, Woodbury, Spring Valley e Nyack. O pedágio sem dinheiro começou na noite de 27 de setembro de 2018. Isso fazia parte do objetivo do governador Andrew Cuomo de converter toda a New York Thruway para pedágio sem dinheiro.
Em 9 de agosto de 2019, o governador Andrew Cuomo assinou a lei que uma parte da NY 17 seria designada como "Dennis 'Matt' Howe Memorial Highway" da saída 63 no vilarejo de Lounsberry até a saída 62 no vilarejo de Nichols. Em 18 de março de 2019, Howe faleceu devido aos ferimentos sofridos quando um trator-reboque colidiu com seu caminhão DOT enquanto ele e outros realizavam trabalhos de segurança rodoviária na NY 17. Os sinais foram revelados e a cerimônia de dedicação foi realizada em 29 de outubro de 2019.

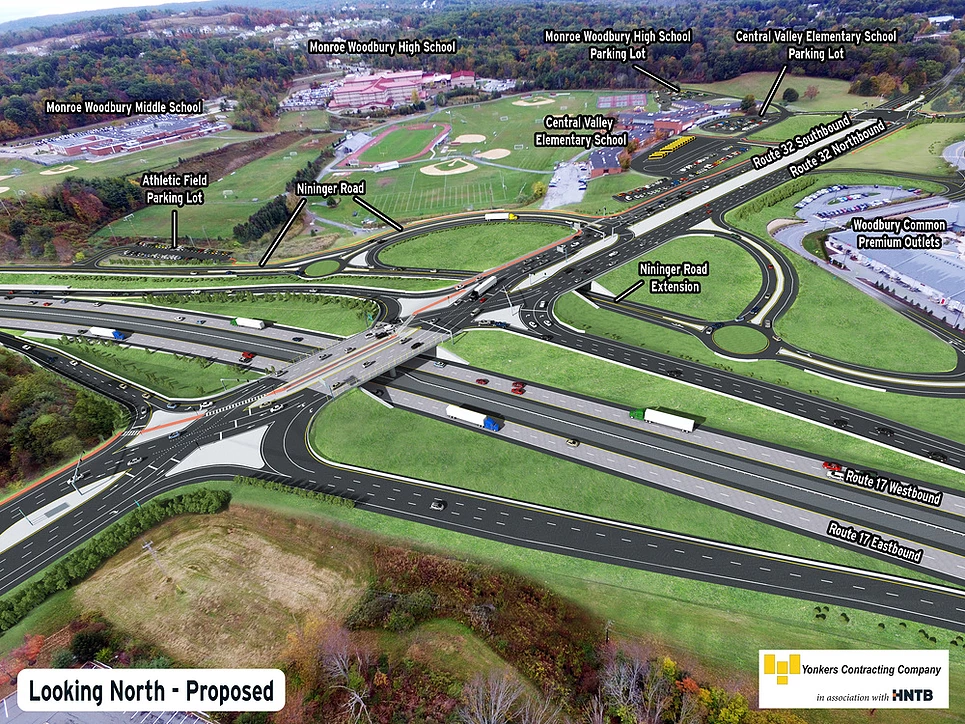
Uma renderização da saída concluída 131 em NY 17

Em novembro de 2019, a NYSDOT concluiu a reconstrução da saída 131 ao longo da NY 17. Como parte do projeto, um intercâmbio de diamante divergente foi construído na saída para melhorar o acesso entre NY 17 e NY 32. Também como parte do projeto, o NY 32 foi alargado para três pistas em cada sentido; A CR 64 /Nininger Road foi estendida para Woodbury Common Premium Outlets ; e rampas de saída foram construídas de NY 32 norte e NY 32 sul para encontrar a Estrada Nininger em duas rotatórias respectivas. Além disso, um novo parque e passeio foi construído e a rampa de NY 17 oeste para Woodbury Common foi demolida.

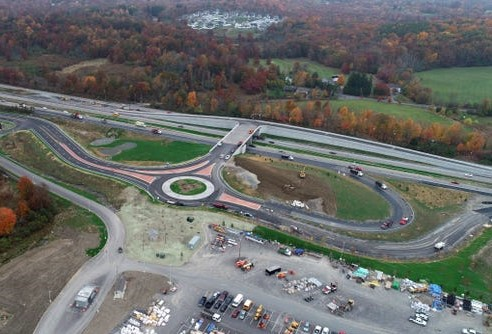
A nova saída 125 antes da conclusão

Em dezembro de 2020, a NYSDOT concluiu a construção de uma nova saída 125, que foi construída para acomodar a nova Legoland New York . Como parte do projeto, foi construído um parclo de quatro rampas, que substituiu a saída anterior 125, localizada 4,000 ft (1.2 km) oeste. NY 17 foi expandida para três faixas em cada direção entre as saídas 124 e 125. A Harriman Drive foi expandida para duas faixas em cada direção entre a saída e a entrada da Legoland.

## Futuro

### Ampliação nos condados de Orange e Sullivan
O NYSDOT solicitou propostas de planos para ampliar a NY 17 entre a Thruway em Orange County e a cidade de Liberty em Sullivan County. A ampliação é apoiada pela coalizão 17-Forward-86, vários senadores estaduais e várias empresas e organizações na área .

## Rotas com sufixo

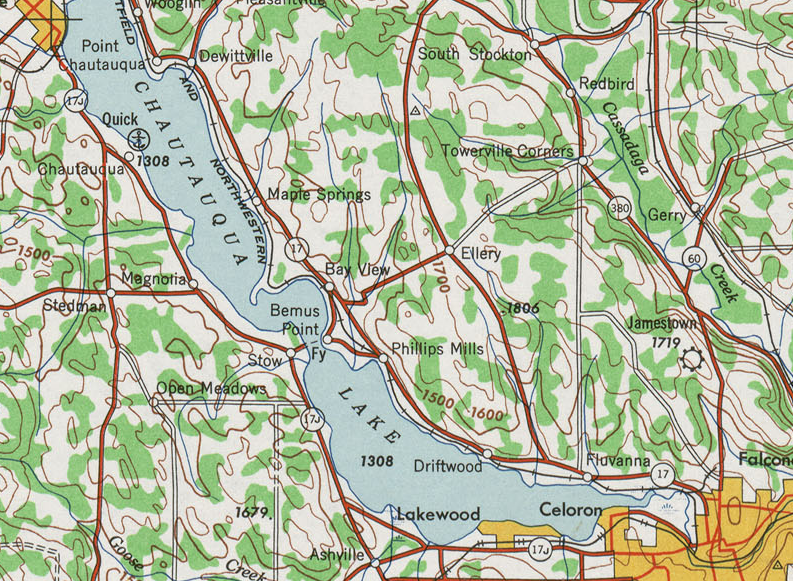
Nova Iorque 17 e NY 17J marcado em um mapa topográfico de 1948

Nova Iorque 17 teve 13 rotas sufixadas com 11 designações diferentes. Cinco ainda estão atribuídos às suas rotas, enquanto oito foram removidos ou renumerados. Um décimo quarto, NY 17L, foi proposto em 1939 como parte da atual NY97, mas cancelado.
- Então por quê A designação 17A foi usada para duas rodovias distintas:
  - a primeira NY17A era uma rota alternativa de NY 17 entre Randolph e Salamanca via Little Valley . Foi atribuído em meados da década de 1920[14][15] e renumerado para NY17H na renumeração de 1930 das rodovias estaduais em Nova York .[18]
  - A atual NY17A ( 24.76 mi (39.85 km) ) é uma rota alternativa de NY 17 entre Goshen e Southfields que conecta NY 17 para Warwick em Orange County .  Foi atribuído como parte da renumeração de 1930.[18]
- Nova Iorque17B ( 21.90 mi (35.24 km) ) é um estímulo de NY 17 conectando Monticello a NY97 em Callicoon .  Quando foi originalmente atribuído em 1930, também se estendia para o norte até Hancock via moderna NY 97.[18]
- Nova Iorque17C ( 40.34 mi (64.92 km) ) é uma rota alternativa de NY 17 entre Waverly e Binghamton nos condados de Tioga e Broome .  O terminal oeste da rota foi inicialmente localizado em Owego ao ser atribuído em 1930.[54]
- Nova Iorque17D foi um impulso de NY 17 nas proximidades de Elmira, no condado de Chemung, que ia do centro de Elmira até a fronteira com a Pensilvânia, a leste de Wellsburg . A rota, atribuída em 1930,[54] foi renumerada para NY427 no início dos anos 1940.[55][56]
- Nova Iorque17E era uma rota alternativa de NY 17 entre Big Flats e Elmira no condado de Chemung. A rota, atribuída em 1930,[54] foi renumerada para NY352 em outubro de 1966, após pressão da comunidade local.[57]
- Nova Iorque17F era uma rota alternativa de NY 17 entre Andover, Allegany County, e Addison, Steuben County . A rota, atribuída em 1930, era uma rota alternativa ao norte de NY 17 que serviu Hornell e Canisteo .[58] Nova Iorque 17F foi removido no início dos anos 1940 e agora é NY36 e CR do condado de Steuben119 .[55][56]
- Nova Iorque17G foi um ramal designado em 1930 para o que hoje é NY248 ao sul de NY 417.[18] Tornou-se parte de uma NY estendida 248 no início dos anos 1940.[55][56]
- Então por quê A designação 17H foi usada para duas rodovias distintas:
  - a primeira NY17H era uma rota alternativa de NY 17 entre Randolph e Salamanca via Little Valley no Condado de Cattaraugus . Foi atribuído em 1930[18] e removido c. 1937 . A rota passou a fazer parte de uma extensão de NY242 a oeste de Little Valley e permaneceu parte de NY18 (que NY 17H sobreposto) a leste da vila (aquela parte de NY 18 tornou-se NY353 em 1962).[59][60]
  - a segunda NY17H foi um ramal de NY 17 nas proximidades de Binghamton . A rota começou em NY 17 em Binghamton e seguiu Riverside Drive para oeste e norte até Johnson City, onde terminou em NY 17C. Foi atribuído em 1940[55][61] e parcialmente substituído por NY201 em setembro de 1971.[62]
- Nova Iorque17J era uma rota alternativa oeste de NY 17 entre Mayville e Jamestown ao longo da borda oeste do Lago Chautauqua . Foi atribuído em 1930[18] e suplantado por NY394 em novembro de 1973.[63]
- Nova Iorque<17K ( 22.37 mi (36.00 km) ) é um ramal ligando NY 17 em Bloomingburg para os EUA9W e NY 32 em Newburgh, Condado de Orange.  Foi atribuído c. 1939 .[64][65]
- Nova Iorque17M ( 26.63 mi (42.86 km) ) é a antiga rota de NY 17 no Condado de Orange. A rota começa ao norte de Middletown em Fair Oaks e volta para NY 17 em Harriman .  Foi atribuído em 1951.[25][26]